# Ignaz Bärenkopf
Ignaz Bärenkopf (* 13. Juli 1741 in Komorn im Königreich Ungarn; † 19. April 1809 in Tyrnau) war ein ungarischer katholischer Hochschullehrer, Titularabt und Autor; sein Pseudonym war Flaminius Cephalius.

## Leben
Zur Herkunft von Ignaz Bärenkopf lagen keine Hinweise vor.
Er trat am 14. Oktober 1758 im Alter von 17 Jahren in den Orden der Jesuiten ein und studierte Philosophie am Jesuitenkolleg in Tyrnau (siehe Universität Tyrnau (historisch)) sowie Theologie am Jesuitenkolleg Wien. Nach Beendigung seines Studiums war er zuerst im Kollegium in Wien und darauf in Tyrnau Präfekt. Er lehrte später in Klausenburg, Pressburg, Fünfkirchen sowie Tyrnau und war Grammatiker am Theresianum.
Nach Aufhebung des Jesuitenordens widmete er sich anfangs dem Studium der Theologie, den Rechtswissenschaften und der Philologie, bevor er 1774 Hauslehrer im Haus des Grafen Stephan Illésházy wurde. Auf Veranlassung des Primas von Ungarn, Fürst Josef Batthyány, wurde er zum Kanonikus in Pressburg ernannt.
Aufgrund seiner Verdienste verlieh ihm Kaiser Leopold II. die Mitra und gleichzeitig den Titel eines Abt von Gissingen; kurz darauf erfolgte seine Versetzung als Domherr an die Metropolitankirche nach Gran und er wurde Propst im dortigen Bezirk St. Thomas. Von 1804 bis 1808 lehrte er an der Universität Pest und war seit 1808 Rektor der wieder errichteten Theologischen Fakultät an der Universität sowie Präses des jüngeren Klerus im Hauptseminar mit dem Titel eines Bischofs von Rozzano.
Er veröffentlichte verschiedene theologische Publikationen und lehnte unter anderem in seiner Schrift Methodus recte gubernandi parochiam, et dirigendi animas in s. tribunali eine Sonderstellung des Pfarrers in der Gemeinschaft ab, vielmehr sollte dieser als Mitglied der Gemeinschaft für die Gemeinschaft leben; er hinterließ viele ungedruckte Schriften.
Nach seinem Tod vermachte er in Komorn dem 1786 gegründeten Bürger-Versorgungshaus zur Heiligen Anna ein größeres Legat.

## Schriften (Auswahl)
- Vindiciae coelibatus ecclesiarum Occidentis. Augsburg 1787 (Digitalisat).
- De dominio nobilium Hungariae deque cladis ad Mohacsium causa cum appendice in regis Colomani decret. L. I. cap. XV et XVI. Vindiciae contra Adamum Franciscum Kollar. Pozsony und Komárom, 1790 (Digitalisat).
- De jure coronandarum reginarum Hungariae disquisitio. Pozsony, 1792 (Digitalisat).
- Methodus recte gubernandi parochiam, et dirigendi animas in s. tribunali. Tyrnau, 1803 (Digitalisat).